# Stefanów (powiat gostyniński)
Stefanów – wieś sołecka w Polsce położona w województwie mazowieckim, w powiecie gostynińskim, w gminie Gostynin.
Powstał na początku XIX wieku w związku z niemieckim osadnictwem. W 1884 roku wieś zamieszkana była przez 230 osób. Obecnie nie pozostały żadne ślady obecności kolonistów. 
W latach 1975–1998 miejscowość należała administracyjnie do województwa płockiego.